# Parafia św. Jadwigi w Szonowie
Parafia Świętej Jadwigi w Szonowie – parafia rzymskokatolicka, znajdująca się w diecezji opolskiej, w dekanacie Głogówek.
1 sierpnia 2023 proboszczem parafii został mianowany ks. Grzegorz Bławicki.